# Спорт памяти
Мнемоспорт, иногда называемый Спортивным запоминанием или интеллектуальным спортивным запоминанием, относится к соревнованиям, в которых участники пытаются запомнить, а затем вспомнить различные виды информации в соответствии с определёнными правилами. Этот вид спорта официально развивается с 1991 года и включает национальные и международные чемпионаты. Основными всемирными организационными органами являются IAM (Международная ассоциация памяти) и WMSC (Всемирный совет спортивной памяти).
В ответ на явное соперничество между двумя претендентами на один и тот же рекорд Книги Гиннеса, Memory Sports Promotion and Control Ltd. была зарегистрирована 6 апреля 1998 года наблюдателями доктором Питером Маршаллом и Энн Перретт. Компания работала под названием The Word Memory Sports Association.
Один из распространённых типов соревнований включает запоминание порядка перемешанной колоды карт за как можно меньшее время, после чего участник должен расположить новую колоду карт в том же порядке.
Мнемонические техники обычно считаются необходимой частью соревнований и совершенствуются благодаря обширной практике. Они могут включать метод локаций, использование мнемонических ассоциаций и привязок или другие методы хранения и поиска информации.

## История
Методы тренировки памяти обсуждались ещё в Древней Греции, и тренировка памяти долгое время считалась важной частью базового образования, известного как искусство памяти. Однако превращение тренировок запоминания в спорт произошло только в конце XX века, и даже тогда его масштабы оставались относительно ограниченными. Первое международное соревнование, именовавшееся Чемпионат мира по запоминанию, проведено в 1991 году, и с тех пор проводится каждый год, за исключением 1992 года.
С 2017 года две разные организации (IAM и WMSC) проводят независимые международные соревнования в том числе чемпионаты мира.
2020 год также внёс свои коррективы в планы проведения чемпионатов по мнемоспорту. Из-за возникновения глобальной пандемии COVID-19, практически все чемпионаты, которые ранее проводились очно, были отменены, также как и классические чемпионаты мира.
Международная ассоциация памяти предложила альтернативный формат соревнований — Дистанционный международный чемпионат на базе онлайн площадки MemoryLeague.com. Новый формат вызвал широкий интерес у участников и на его фундаменте в 2021 году был организован целый ряд турниров, объединённых в мировой тур.
Международный совет спортивной памяти в 2020 году решил адаптировать существующий формат классических чемпионатов мира для дистанционного проведения с отслеживанием онлайн. Но результаты этих соревнований до сих пор вызывают множество споров из-за подозрений в жульничестве участников.

## Соревнования
После учреждения чемпионата мира по запоминанию в 1991 году национальные соревнования были организованы более чем в десяти странах, включая США, Индию, Германию, Великобританию, Италию, Швецию, Австралию, Сингапур, Китай, Японию, Южную Корею, Монголию, Филиппины и другие. Актуальный список соревнований есть на сайте Международной ассоциации статистики памяти.
В 2016 году из-за спора между игроками и WMSC (World Memory Sports Council) большинство организаций, за исключением Китая и Аравии, вышли из WMSC и организовали IAM (Международную ассоциацию памяти). Начиная с 2017 года обе организации проводили собственные чемпионаты мира.
Гильдия Мнемонистов была создана 6 апреля 1998 года для содействия общению и обмену техникой, а также для разработки этического контроля на соревнованиях и гарантированных стандартов в курсах тренировки памяти. Гильдия с тех пор перестала функционировать.

## Методы
Соревнующиеся описывают многочисленные методы и техники для улучшения своих навыков запоминания, некоторые из которых опубликовали и назвали свои конкретные методы. К ним относятся, например, Мнемоническая доминическая система, названная в честь бывшего чемпиона мира Доминика О’Брайена, основная мнемоническая система, а также система человек-действие-предмет (ЧДП), которая включает в себя кодирование карт и чисел в последовательности персонажей, действия и предметы. Эти методы также называют «мнемотехникой».
Система Доминика О’Брайена — это мощная стратегия запоминания, сочетающая как традиционные, так и новаторские методы. К ним относятся такие техники, как отнесение легко запоминающихся людей к бессмысленной последовательности информации, таким как числа, игральны карты, и более известные техники, такие как дворец памяти .
Джошуа Фоер написал: «Хотя у каждого участника есть свой уникальный метод запоминания каждого события, все мнемонические техники по существу основаны на концепции детального кодирования, которая гласит, что чем более значимым является что-то, тем легче это запомнить».

## Дисциплины
Соревнования по запоминанию соответствуют одному из четырёх форматов соревнований в зависимости от уровня. На чемпионате мира все десять дисциплин проводятся в максимальное время, в то время как на других международных соревнованиях некоторые дисциплины сокращены до 30-минутного формата. По мере того как соревнования становятся более региональными, некоторые дисциплины сокращаются.
Согласно Справочнику для участников чемпионата мира по запоминанию, десять дисциплин следующие:
1. Имена и лица (15 минут) — «Запомнить и воспроизвести как можно больше имён и фамилий соответствующих фотографиям людей».
2. Бинарные цифры (30 минут) — «Запомнить и воспроизвести как можно больше двоичных цифр».
3. Долгие цифры (60 минут) — «Запомнить как можно больше случайных цифр в полных рядах по 40 цифр и запомните их в точности».
4. Абстрактные изображения (15 минут) — «Запомнить и воспроизвести последовательность абстрактных изображений в как можно большем количестве строк».
5. Быстрые цифры (5 минут) — «Запомнить как можно больше случайных цифр полными рядами по 40 цифр и воспроизвести их в точности».
6. Исторические / будущие даты (5 минут) — «Запомнить как можно больше количество дат в диапазоне от 1000 до 2100 года и их соответствие вымышленным событиям».
7. Долгие карты (1 час) — «Запомнить и воспроизвести как можно больше отдельных колод из 52 игральных карт».
8. Случайные слова (15 минут) — «Запомнить как можно больше случайных слов в полных столбцах по 20 слов и воспроизведите их в точности».
9. Цифры на слух — «Безошибочно запомнить и воспроизвести последовательность как можно большего количества цифр диктуемых с интервалом в 1 секунду».
10. Быстрые карты — «Запомнить и воспроизвести одну колоду из 52 игральных карт как можно быстрее».

В дополнение к традиционным соревнованиям, организуемым Всемирным советом по спорту с памятью или Международной ассоциацией памяти, участники часто участвуют в соревнованиях альтернативного формата. К ним относятся чемпионаты лиги памяти (ранее — турнир по экстремальной памяти), Memoriad и MAA Memo Games.
Другие типы соревнований на запоминание могут не включать хронометраж. Например, рекорды для запоминания числа π (известные как пифилология) были установлены с 1970-х годов, при этом текущий рекордсмен воспроизвёл по памяти более 70 000 цифр.

## Рекорды
Мнемоспортсмены продолжают стремительно бить рекорды. Недавний мировой рекорд по скорости запоминания колоды карт — 12,74 секунды, его установил Шиджир-Эрдэнэ Бат-Энх из Монголии. Мировой рекорд по количеству цифр, запоминаемых за пять минут, — 630, установленный Андреа Муции.
Есть два разных актуальных списка мировых и национальных рекордов:
1. Веб-сайт Международной ассоциации статистики памяти[24].
2. Веб-сайт официальной статистики Всемирного совета по спорту памяти[25].

## Звания
Высшее звание, установленное Всемирным советом спортивной памяти, который организует чемпионаты мира по запоминанию, — это гроссмейстер памяти. Подклассы включают международного гроссмейстера (IGM), гроссмейстера (GMM) и международного мастера (IMM). По состоянию на ноябрь 2016 года в мире насчитывается около 200 гроссмейстеров.

## Способности
Исследователи стремились обнаружить различия между мозгом с превосходной памятью и мозгом со средней памятью как по структуре, так и по возможностям, а также определить, являются ли их способности врождёнными или развитыми. Некоторые исследования показали, что между мозгом с превосходной памятью и обычным человеком нет принципиальных различий. Вместо этого многие участники чемпионатов мира по запоминанию используют стратегии мнемонического обучения, чтобы практиковать преимущественное задействование таких областей мозга, как гиппокамп, медиальной теменной и ретроспленальной коры, что позволяет им хранить и получать доступ к большему количеству информации в своей рабочей памяти.
Однако другое исследование причинных факторов превосходной памяти показало, что такая производительность может быть результатом либо практики мнемонических стратегий, либо, в некоторых случаях, естественного превосходства в эффективности памяти. Исследование также пришло к выводу, что у людей с обычными природными способностями превосходная память, которую они получают от использования мнемонических стратегий, обычно ограничивается применимостью их стратегии к поставленной задаче. Однако пользователи мнемонических стратегий часто исключительно хорошо работают с «менее значимыми материалами, такими как числа».

## Рекордсмены
Актуальные мировые рейтинги можно найти на сайте статистики Международной ассоциации памяти.
Чемпионы мира:
- Доминик О’Брайен (Великобритания): 8-кратный чемпион мира по запоминанию (1991, 1993, 1995—1997, 1999—2001)
- Джонатан Хэнкок[англ.] (Великобритания): чемпион мира по памяти (1994)
- Энди Белл[англ.] (Великобритания): трёхкратный чемпион мира по запоминанию (1998, 2002—2003)
- Клеменс Майер[англ.] (Германия): двукратный чемпион мира по запоминанию (2005—2006)
- Бен Придмор (Великобритания): трёхкратный чемпион мира по запоминанию (2004, 2008—2009)
- Гюнтер Карстен[англ.] (Германия): чемпион мира по памяти (2007)
- Ван Фэн[англ.] (Китай): двукратный чемпион мира по запоминанию (2010—2011)
- Йоханнес Маллоу (Германия): чемпион мира по памяти (2012)
- Юнас фон Эссен (Швеция): двукратный чемпион мира по запоминанию (2013—2014)
- Алекс Маллен (США): трёхкратный чемпион мира по запоминанию (2015—2017)

Другие:
- Янджаа Винтерсоул[англ.] (Монголия, ранее Швеция): международный гроссмейстер, двукратный рекордсмен мира[28][29]
- Шиджир-Эрдэнэ Бат-Энх (Монголия): международный гроссмейстер, рекордсмен мира
- Мунхшур Нармандах (Монголия): международный гроссмейстер, рекордсмен мира[30]
- Энхшур Нармандах (Монголия): международный гроссмейстер, рекордсмен мира[31]
- Лхагвадулам Энхтуя (Монголия): международный гроссмейстер, рекордсмен мира[32]
- Джошуа Фоер[англ.] (США): чемпион США по памяти (2006)[33]
- Эд Кук[англ.] (Великобритания): автор, гроссмейстер, основатель и генеральный директор Memrise
- Саймон Рейнхард[нем.] (Германия): международный гроссмейстер, 4-кратный чемпион Германии, 2-кратный вице-чемпион мира, 2-кратный чемпион турнира Extreme Memory Tournament[34][35][36]
- Марвин Валлониус (Швеция): международный гроссмейстер, двукратный чемпион Швеции, вице-чемпион мира, рекордсмен мира[37][38][39]
- Нельсон Деллис[англ.] (США): 4-кратный чемпион США по запоминанию (2011—2012, 2014—2015), гроссмейстер[33]
- Рон Уайт[англ.] (США): двукратный чемпион США по запоминанию (2009—2010)
- Лэнс Чирхарт (США): международный гроссмейстер, рекордсмен мира по произносимым числам[40]
- Хуан Шэнхуа (Китай): международный гроссмейстер, вице-чемпион мира[41][42]
- Ши Биньбинь (Китай): международный гроссмейстер, двукратный чемпион Китая, рекордсмен мира[43][44]
- Су Цзээ (Китай): международный гроссмейстер, рекордсмен мира[45][46]
- Цзоу Луцзянь (Китай): гроссмейстер, рекордсмен мира[47]
- Пратик Ядав (Индия): международный гроссмейстер, 4-кратный чемпион Индии[48], рекордсмен мира
- Ола Каре Риса (Норвегия): международный гроссмейстер, норвежец № 1, рекордсмен мира[49][50]
- Борис Конрад[нем.] (Германия): международный гроссмейстер, рекордсмен мира[51][52]
- Кристиан Шафер (Германия): международный гроссмейстер[53]
- Кэти Кермод (Великобритания): рекордсменка мира по словам, именам и лицам[54]
- Сенгесамдан Улзийихутаг (Монголия): международный гроссмейстер[55]
- Пуревджав Эрденесайхан (Монголия): международный гроссмейстер, чемпион Монголии, чемпион мира 2015 года среди юниоров[56][57]
- Такеру Аоки (Япония): гроссмейстер памяти, чемпион Японии
- Дэниел Таммет (Великобритания): писатель и учёный-аутист